# Kankou Coulibaly (1950)
Kankou Coulibaly (Dakar, 1950) è un'ex cestista senegalese.

## Carriera
Con il Senegal ha disputato due edizioni dei Campionati mondiali (1975, 1979).